# Ergòtel d'Hímera
Ergòtel d'Hímera o Ergòteles (en grec antic Ἐργοτέλης) fill de Filànor, va ser un atleta grec, un corredor dels Jocs Olímpics, famós per haver guanyat sis vegades la carrera a peu anomenada dòlic, una cursa de llarga distància als Jocs panhel·lènics.
Va néixer a Cnosos, a Creta, d'on va haver de marxar a causa d'una estasi o guerra civil entre dues ciutats. Va anar a Sicília i es va instal·lar a Hímera, on va obtenir la ciutadania i li van donar diversos honors.
Va participar en els Jocs Olímpics de l'any 472 aC on va obtenir la primera victòria en el dòlic, una cursa de quasi 4'8 quilòmetres, i va tornar a guanyar en les del 464 aC. També va guanyar dues vegades en la mateixa especialitat als Jocs Pítics i als Jocs Nemeus, i després altres dues als Jocs Ístmics.